# 坎德里安-格羅塞斯特縣
6°11′56″S 149°32′02″E / 6.199°S 149.534°E
坎德里安-格羅塞斯特縣（英語：Kandrian-Gloucester District），是巴布亞新畿內亞西新不列顛省的縣份之一，位於新不列顛島西部，首府設於坎德里安，面積12,499平方公里，2011年人口74,265，人口密度每平方公里5.9人。